# Championnat du monde féminin de volley-ball des moins de 18 ans 1999
Navigation
Chiang Mai 1997 Pula/Rijeka 2001
Le 6e championnat du monde de volley-ball féminin des moins de 18 ans a eu lieu à Funchal (Portugal) du 4 au 12 septembre 1999.

## Final Four
|  | Demi-finales           | Demi-finales           |                        |   | Finale                 | Finale                 |
|  | Demi-finales           | Demi-finales           |                        |   | Finale                 | Finale                 |
|  |                        |                        |                        |   |                        |                        |
|  | 11 septembre (Funchal) | 11 septembre (Funchal) |                        |   | 12 septembre (Funchal) | 12 septembre (Funchal) |
|  | 11 septembre (Funchal) | 11 septembre (Funchal) |                        |   | 12 septembre (Funchal) | 12 septembre (Funchal) |
|  | Japon                  | 3                      |                        |   | 12 septembre (Funchal) | 12 septembre (Funchal) |
|  | Japon                  | 3                      |                        |   | 12 septembre (Funchal) | 12 septembre (Funchal) |
|  | Pologne                | 1                      |                        |   | 12 septembre (Funchal) | 12 septembre (Funchal) |
|  | Pologne                | 1                      | Japon                  | 3 |                        |                        |
|  | 11 septembre (Funchal) |                        | Japon                  | 3 |                        |                        |
|  |                        | Brésil                 | 0                      |   |                        |                        |
|  | Corée du Sud           | Brésil                 | 0                      | 0 |                        |                        |
|  | Corée du Sud           |                        |                        | 0 |                        |                        |
|  | Brésil                 | 3                      |                        |   |                        |                        |
|  | Brésil                 | 3                      | Match pour la 3e place |   |                        |                        |
|  |                        |                        |                        |   |                        |                        |
|  | 12 septembre (Funchal) |                        |                        |   |                        |                        |
|  |                        |                        |                        |   |                        |                        |
|  | Pologne                | 1                      |                        |   |                        |                        |
|  | Pologne                | 1                      |                        |   |                        |                        |
|  | Corée du Sud           | 3                      |                        |   |                        |                        |
|  | Corée du Sud           | 3                      |                        |   |                        |                        |

## Distinctions
- Meilleure marqueuse :  Han Yoo-mi
- Meilleure défenseuse :  Megumi Kawashima
- Meilleure réceptionneuse :  Veridiana Fonseca
- Meilleure serveuse :  Maiko Jin
- Meilleure passeuse :  Maiko Jin
- Meilleure contreuse :  Ivana Kuzmić
- Meilleure attaquante :  Erika Ogawa
- Meilleure libero :  Veridiana Fonseca

## Palmarès
| Classement         | Pays               |
| ------------------ | ------------------ |
| Médaille d'or      | Japon              |
| Médaille d'argent  | Brésil             |
| Médaille de bronze | Corée du Sud       |
| 4e                 | Pologne            |
| 5e                 | Chine              |
| 6e                 | États-Unis         |
| 7e                 | Italie             |
| 8e                 | Croatie            |
| 9e                 | République tchèque |
| 10e                | Pays-Bas           |
| 11e                | Portugal           |
| 12e                | Russie             |
| 13e                | Argentine          |
| 14e                | Maurice            |
| 15e                | Taïwan             |
| 16e                | Turquie            |